# Adam Rothenberg
Adam Rothenberg (* 20. Juni 1975 in Tenafly, New Jersey) ist ein US-amerikanischer Schauspieler.

## Leben
Rothenberg wurde als Sohn von Gillian und Kenneth Rothenberg geboren und hat zwei Brüder und drei Schwestern. Vor seiner Schauspielkarriere arbeitete er unter anderem als Müllwerker und Sicherheitskraft. Schließlich nahm er in New York City Schauspielunterricht. In den 1990er Jahren war er Soldat in der US-Armee und auch in Deutschland stationiert.
Als Schauspieler wirkte er zunächst an zahlreichen Theaterproduktionen, später auch in Film und Fernsehen, mit. Seine bekannteste Rolle ist die des Captain Homer Jackson bzw. Matthew Judge in der BBC-One-Serie Ripper Street an der Seite von Jerome Flynn und Matthew Macfadyen. Sein Schaffen für Film und Fernsehen umfasst mehr als zwei Dutzend Produktionen.
Seit 2016 ist Rothenberg  mit der irischen Schauspielerin Charlene McKenna, welche er am Set von Ripper Street kennenlernte, liiert. Im März 2019 gaben beide ihre Verlobung bekannt.

## Filmografie (Auswahl)
- 2003: Hack – Die Straßen von Philadelphia (Fernsehserie, 1 Episode)
- 2004: The Jury (Fernsehserie, 1 Episode)
- 2006: Conviction (Fernsehserie, 2 Episoden)
- 2006: Misconceptions (Fernsehserie, 7 Episoden)
- 2008: Mad Money
- 2008: Law & Order (Fernsehserie, 1 Episode)
- 2008: Tennessee
- 2008–2009: The Ex-List (Fernsehserie, 13 Episoden)
- 2010: Dr. House (Fernsehserie, 1 Episode)
- 2010: Criminal Intent – Verbrechen im Visier (Fernsehserie, 1 Episode)
- 2011: Person of Interest (Fernsehserie, 1 Episode)
- 2012: Elementary (Fernsehserie, 1 Episode)
- 2013: The Immigrant
- 2012–2016: Ripper Street (Fernsehserie, 36 Episoden)
- 2018: Dietland (Fernsehserie, 10 Episoden)
- 2018: Castle Rock (Fernsehserie, 8 Episoden)
- 2019: Orange Is the New Black (Fernsehserie, 1 Episode)
- 2017: Ozark (Fernsehserie 10 Episoden)